# Antonio Gálvez Arce
Antonio Gálvez Arce, més conegut com a Antonete Gálvez fou un polític murcià, fundador del Partido Federal Murciano.

## Biografia
Va néixer en 1819 en el poble murcià de Torreagüera, actualment pedania de la capital. Els seus pares li van inculcar des de petit l'amor a la llibertat i el somni democràtic. Va haver d'abandonar aviat l'escola per a ajudar el seu pare, però el seu amor al saber i a la cultura van fer d'ell un lector autodidacta. Antonete va aconseguir convertir-se en un pagès propietari i fer-se un lloc en l'estrat burgès. No obstant això, va lluitar pel benestar polític i social dels més humils. Gálvez volia un sistema republicà federal perquè considerava que els polítics de Madrid desconeixien els problemes quotidians del poble. Desitjava l'autonomia regional per a assolir la més alta democràcia participativa i resoldre, sense demores, els problemes reals de la gent que la política absentista de l'època marginava per complet. En la seva lluita contra l'oligarquia asfixiant del segle que li va tocar viure, va comptar amb el suport incondicional de la societat murciana, i l'amistat de grans figures polítiques, com el general Prim i Cánovas del Castillo.
Antonete es va casar amb la dona que estimava i va tenir cinc fills; però va sacrificar una vida tranquil·la al costat d'ells, per altra plena d'amargors i desencantaments. Va ser un republicà convençut –va ser nomenat Diputat en el Congrés durant la Primera República, però el seu amor a la "Federal" i el temor a la pèrdua del règim democràtic per un cop d'estat, el van dur a protagonitzar la revolució cantonal.
Idealista i de resolutiu caràcter, Antonete és el prototipus de polític racial, i de virtuoses conviccions, que no renuncia als seus ideals encara que sigui alçant-se en armes. El nacionalista murcià considerava, igual que el filòsof anglès Stuart Mill, que: "L'home que no és capaç de lluitar per la seva pàtria no arribarà a la llibertat, sinó pels esforços d'altres homes millors que ell".
La història d'Espanya des de la mort de Ferran VII, en 1833, es caracteritza per la successió d'unes dècades convulses i de continus canvis de govern. Antonete va viure dues Regències (Maria Cristina i Espartero), tres Constitucions (1837, 1845 i 1869), el regnat d'Isabel II i el seu exili, una revolució ("La Gloriosa", 1868) i el breu regnat de Amadeu I de Savoia. La revolució "Gloriosa" de 1868 va provocar l'exili d'Isabel II a França i va suposar l'arribada al poder del partit progressista, que va impulsar la Constitució de 1869, la més liberal de les constitucions del XIX. La revolta va ser encapçalada pels progressistes i els demòcrates, sota la batuta del general Prim. A Múrcia, Antonete Gálvez fou l'encarregat de liderar la insurrecció, que va triomfar sense disparar un sol tir i que va ser acollida de grat per Espanya sencera, car hauria de portar profunds canvis polítics i socials.

## Contra la monarquia d'Amadeu I
La "Constitució Democràtica de 1869", aprovada per les Corts Generals, establia la monarquia com a forma de govern. A causa de la dolenta imatge dels Borbons, es va pensar com a candidat al tron en Amadeu de Savoia, fill de Víctor Manuel II, rei de la unificada Itàlia. El general Prim va ser nomenat president del Govern.
Amadeu I va ser acollit amb fredor per la societat espanyola i va haver d'enfrontar-se a una tremenda inestabilitat política: en les Corts, l'oposició dinamitava la labor dels sis governs que es van succeir durant el seu regnat. A això calia sumar-li la guerra carlina, el desassossec colonial de Cuba, Puerto Rico i Filipines, i els aixecaments republicans.
Abrigallat per seguidors revolucionaris de Beniaján i Torreagüera, Gálvez va hissar la bandera de la revolució contra la monarquia d'Amadeu I en la cresta de la Serra de Miravete. Comptava amb el suport, des de Madrid, de figures polítiques republicanes com Estanislau Figueras, Pi i Margall, Emilio Castelar i Nicolás Salmerón. El Governador de Múrcia, Juan José Norato, va manar formar a totes les companyies de Nacionals per a reduir als rebels. Després d'un intens tiroteig, els federals es van quedar sense municions. Gálvez va ser condemnat a la pena de mort en garrote vil, però va aconseguir escapar en un vaixell a la ciutat d'Alger.
Al març de 1870 es va concedir una amnistia, que permetia el retorn a Espanya dels implicats en el primer pronunciament republicà federal. Gálvez va tornar a la seva casa de Torreagüera i poc després parteix des de l'estació de Beniaján en direcció a Madrid per a visitar al seu amic, el general Prim, que dies després va ser assassinat.

## Abolició de les quintes i proclamació de La Federal
En 1872 es va decretar una quinta -el temut servei militar que es cobrava la vida de centenars de joves tots els anys-, per a mantenir les possessions colonials del decadent Imperi Espanyol i per a lluitar, també, en les guerres carlines. Els sectors més progressistes del poble murcià van lligar indissolublement ambdues reivindicacions: la proclamació de la República Federal i l'abolició de les quintes. Gálvez va acabdillar una nova revolució i el poble, fart del vessament de sang espanyola en terres estranyes, per desitjos imperialistes, el va seguir a ulls clucs.
Els mossos amb Antonete es van reunir en la Cresta del Miravete amb la intenció de demanar la supressió de les quintes i proclamar La Federal, amb les armes en la mà. La guàrdia civil i les tropes nacionals van sortir des de Madrid per a abatre'ls. Gálvez va separar a un grup de 200 homes i es va dirigir a Múrcia on van aixecar algunes barricades en la Plaça d'Abastaments i en San Julián. La jornada de lluita es va saldar amb diversos morts per ambdues parts.
Tres mesos després, les columnes guerrilleres d'Antonete Gálvez van entrar triomfants pel barri del Carmen, rebudes per una enfervorida multitud, que donava vives a la seva persona i a La "Federal". Es va publicar l'anhelada fi del Servei Militar Obligatori i Amadeu I va fer solemne la seva renúncia al tron. El 10 de febrer de 1873 es va proclamar la Primera República espanyola i el nou govern va convocar eleccions generals a Corts, sent triat per Múrcia Antonete Gálvez Arce.

## El Cantó Murcià

### Constitució del Cantó Murcià
A pesar de la seva força aparent en les Corts i en el carrer, el republicanisme era minoritari a l'Espanya de 1873. A més, estava internament dividit entre els que volien una república unitària -un únic govern per a tot el país- i els que, igual que Antonete, desitjaven "La Federal" (Estats autònoms que es posen d'acord per a crear un Estat de rang superior).
La debilitat de la república va provocar una enorme inestabilitat política. Quatre presidents es van succeir en el breu lapse d'un any: Figueres, Pi i Margall, Salmerón i Castelar. A més, no es va poder posar en pràctica el sistema federal perquè el poder executiu estava absorbit per les complicacions que comportaven la guerra carlina i els disturbis colonials. Veient els federals que la reforma votada en les Corts s'allargava indefinidament, i amb ella les seves reivindicacions, decideixen constituir-se en cantó diverses capitals de província (València, Sevilla, Cadis, Alacant…). Gálvez va proclamar el Cantó Murcià, la seu del qual es va situar a Cartagena, el focus industrial de la Regió, i en el port de la qual es va instal·lar l'esquadra naval del Cantó.

### Annexió delCantó de Torrevellaal Cantó Murcià
El 19 de juliol de 1873 es proclama a Torrevella el Cantó de Torrevella. El dia 19 de juliol, després d'una consulta popular, es va desplaçar a Cartagena una delegació, presidida pel marí mercant José Solano Huertas, on haurien de donar a conèixer els desitjos de Torrevella “d'ingressar en el Cantó murcià, i així deixar de pertànyer a l'antiga província d'Alacant”.
La Junta Cantonal de Cartagena va nomenar comandant de la fragata Vitoria a José Solano. Aquest va acompanyar Antonete Gálvez en la seva expedició a Alacant, que tenia el triple objectiu de propagar la causa cantonal, dotar al Cantó murcià de fronteres naturals i assegurar l'aprovisionament de Cartagena. A la tornada, ancoraren a Torrevella.
Al comandament del Vigilante, vapor armat que encapçalava ara Solano, l'expedició va recalar a Torrevella el 22 de juliol. La rebuda va ser apoteòsica. Gálvez, acompanyat pels líders de la Junta Cantonal, va desembarcar en el moll del Turbio, on va ser rebut per la Junta Revolucionària en ple, presidida per Concha Boracino.
En posar un peu en terra, Antonete Gálvez va ser rebut per una ovació atronadora, mentre sonaven els compassos de la banda de música. Després d'arengar a la gentada a l'esplanada del port, la comitiva va recórrer el camí fins a l'Ajuntament, on es va formalitzar la incorporació de Torrevella al Cantó murcià. Es va procedir també a introduir reajustaments en la Junta, es va destituir al comandant de Marina i es van designar quotes als majors contribuents. Un corresponsal de El Constitucional, diari alacantí monàrquic gens afecte al visitant, recull un resum del discurs, ironitzant sobre els murcianismes de l'orador:
| « | …que se había hecho la revolución más gloriosa que se conocía en España, y por lo tanto SEMOS independientes, porque AGORA el Gobierno está ya bajo su dominio y sólo en el caso de que éste lo reconociera como amigo, cedería de la actitud en que se había colocado, que él era capitán general de VALDES, y que lo hacía para el bien de su patria” | » |

Gálvez va procedir al nomenament d'una Junta Local de Salvació Pública, requerint l'ajuda econòmica que poguera recaptar-se i concertant que el Vigilante vinguera setmanalment a Torrevella per recaptar els diners dels beneficis de la Duana i de les Salines, que van passar des d'aquest dia a dependre directament de la Hisenda cantonal. Les pretensions de Gálvez eren recaptar 500.000 reals, però després d'haver retingut quan eixia de la vila a l'administrador dels fons de l'Ajuntament, el total de la recaptació ascendia a 70.000 reals, procedents dels fons de l'Ajuntament, l'administració de les Salines, la Duana i d'alguns contribuents a canvi d'algunes partides de sal a baix preu. Gálvez, després de sopar, va ser convidat a passar la nit a la casa de Concha Boracino.
El dia 23 es van repetir les manifestacions del dia anterior i Gálvez, després d'acomiadar-se en el moll dels membres de la Junta Federalista Local i del nombrós públic present, va embarcar en el Vigilante, que va enarborar la bandera vermella del Cantó i va salpar rumb a Cartagena després de la estentórea ordre de Gálvez, A toa proa!, que delatava el seu escàs coneixement del llenguatge mariner.

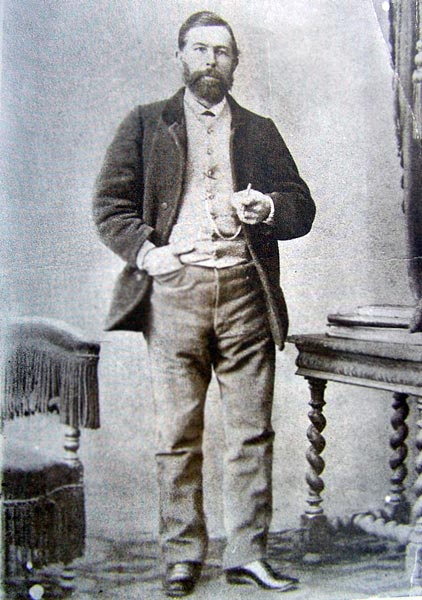
Antonio Gálvez Arce, "Antonete Gálvez".

Jacobo Oreyro y Villavicencio, Ministre de Marina de Nicolás Salmerón, nou President de la República, va emetre un decret el 21 de juliol que declarava pirates a tots els vaixells sota bandera cantonal. Com a conseqüència d'això, la fragata alemanya SMS Friedrich Carl va interceptar al Vigilante quan estava a punt d'entrar a Cartagena. El vapor va ser enviat a Gibraltar i Gálvez i la tripulació desembarcada a Cartagena. D'altra banda, el governador en funcions d'Alacant D. Lorenzo Abizanda i Abizanda, va enviar una columna de la Guàrdia Civil amb l'objecte de posar ordre a Torrevella, Guardamar i la comarca del Baix Segura.
Torrevella va ser cantonal amb prou feines set dies, des del dissabte 19 en què es va proclamar el Cantó fins al divendres 25 de juliol en què es va restablir de nou el govern municipal lleial a la República.

### Final de l'aventura cantonal
El govern republicà de Madrid va aconseguir reprimir la insurrecció en tot l'estat, excepte a Cartagena, on Antonete, Comandant General de les tropes murcianes, comptava amb suport i armaments militars. El mite de Antonete encarnava els anhels de modernització, de democràcia radicalment participativa, d'autogovern i de defensa del poble murcià. El Cantó Murcià, liderat per Antonete Gálvez, es va convertir en el més durador –va resistir més de sis mesos- de quants es van proclamar en la península Ibèrica durant la revolució cantonal.
El gener de 1874 el bombardeig de l'esquadra centralista sobre Cartagena era cada vegada més intens. La ciutat va quedar pràcticament desfeta i l'escassesa de comestibles es va tornar insostenible. L'11 de gener va començar la rendició del Cantó Murcià: les forces que assetjaven Cartagena van entrar en la ciutat i es va donar per acabada la revolució cantonal. Gálvez va tornar a ser condemnat a la pena de mort i va haver de plantar cara a un nou exili a Orà. No obstant això, va tornar a la seva terra un any després per a lluitar contra l'epidèmia de còlera que estava assolant la regió.

## Com un lleó cansat
Al seu retorn, Gálvez va haver d'afrontar la situació que més havia temut: el cop d'estat del General Pavía va posar fi al govern republicà, i va suposar la restauració de la monarquia borbònica en la persona d'Alfons XII, fill d'Isabel II. La Constitució Democràtica de 1869 va ser suspesa, i els drets i les llibertats del poble espanyol van quedar dràsticament retallats. S'iniciava a Espanya el període de la restauració.
El 7 d'abril de 1887 la dona de Antonete va morir. El seu espòs, perseguit i condemnat a mort, la va acompanyar fins a l'últim moment. La Guàrdia Civil es va presentar en el soterrament per a detenir al líder cantonal, però el respecte que Antonete despertava en tot el poble li va procurar la llibertat una vegada més. En 1891 la justícia es va pronunciar, finalment, a favor de Antonete Gálvez, que va quedar lliure i va tornar a sa casa com a Regidor de l'Ajuntament de Múrcia.
Gálvez va morir el 28 de desembre de 1898. El seu soterrament es va convertir en una tumultuosa demostració d'afecte popular a la qual van acudir més de 4000 persones. El Bisbe de la Diòcesi de Cartagena va prohibir el seu soterrament en sòl beneït, però 50 anys més tard va ser traslladat al cementiri del seu poble natal al costat dels seus paisans i familiars. L'Ajuntament de Múrcia, en reconeixement de la seva importància històrica i politicosocial, va nomenar a Antonete Fill Predilecte de Múrcia en 1998, coincidint amb la commemoració del primer centenari de la seva mort.